# Bella e perduta
Bella e perduta è un film del 2015 diretto da Pietro Marcello.

## Trama
Pulcinella (Sergio Vitolo), maschera della tradizione campana, intermediario tra i vivi e i morti, ha la missione di esaudire le ultime volontà di un semplice pastore campano, Tommaso Cestrone: portare in salvo un bufalotto di nome Sarchiapone. Pulcinella si reca quindi alla Reale tenuta di Carditello, residenza borbonica abbandonata a se stessa nel cuore della terra dei fuochi, di cui Tommaso era custode volontario e dove si trova il giovane bufalo. Lo porta con sé verso nord, in un lungo viaggio attraverso un'Italia bella e perduta.

## Distribuzione
Il film è stato presentato in anteprima nazionale al 33° Torino Film Festival il 18 novembre 2015, ed è uscito nelle sale italiane il giorno successivo distribuito da Istituto Luce Cinecittà.

## Riconoscimenti
- 2015 - Festival International du Film de La Roche-sur-Yon
  - Grand Prix de la Competition Internationale
- 2016 - Bobbio Film Festival
  - Premio Migliore Regia a Pietro Marcello
- 2016[1] - Ciak d'oro
  - Ciak d'oro Mini/Skoda Bello & Invisibile